# Annual Report of the Geological Survey of Arkansas
Annual Report of the Geological Survey of Arkansas (abreviado Rep. (Annual) Arkansas Geol. Surv.) fue una revista científica con ilustraciones y descripciones botánicas que fue publicada en Little Rock en los años 1888-1892.